# Ahmad ibn Ibrahim al-Mustansir
Abu al-'Abbas Ahmad ibn Abd al-Aziz (en arabe : أبو العباس أحمد بن عبدالعزيز), connu sous son nom regnal d’al-Mustansir, était un sultan mérinide régnant sur le Maroc de 1374 à 1384.